# Aleix Petróvitx Romànov

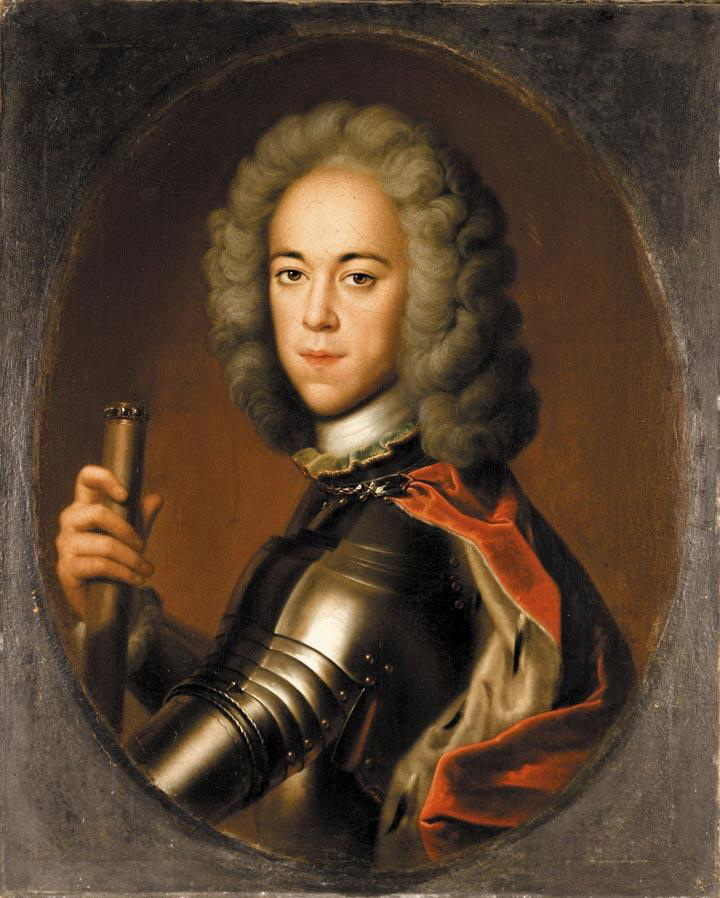
Aleix retratat per Christoph Bernhard Francke.

Aleix Petróvitx Romànov (en rus: Алексе́й Петро́вич Рома́нов), (Moscou, 28 de febrer de 1690 – 7 de juliol de 1718). Fill primogènit del tsar Pere I de Rússia i de la seva primera dona Eudòxia Lopujiná.

## Infància
El jove Aleix va ser criat per la seva mare en un ambient d'odi al seu progenitor, el tsar Pere I, la relació que va mantenir amb ell sempre va estar ressentida pels problemes patits per la seva mare en el seu matrimoni. Dels 6 als 9 anys va ser educat pel seu tutor, Nikífor Vyázemski, però més endavant, en ser tancada Eudòxia en un convent, el jove tsarévitx va ser confiat als ensenyaments de professors que li van impartir classes d'història, geografia, matemàtiques i francès.

## Matrimoni
El 25 d'octubre de 1711, en finalitzar els seus estudis va contreure matrimoni a contracor amb la princesa alemanya Carlota Cristina de Brunswick-Wolfenbüttel (filla de Lluís Rodolf de Brunswick-Wolfenbüttel i de Cristina Lluïsa de Oettingen-Oettingen), la família de la qual estava unida per matrimoni a les més importants cases d'Europa. En teoria, Aleix hauria pogut refusar-se a la unió, però no va voler contradir al seu pare ni arruïnar els seus projectes. La unió no va ser de les més sòlides, des d'un principi els cònjuges van dormir en peces separades i es van ignorar mútuament en les presentacions públiques i socials.
En un moment, el seu matrimoni amb Carlota Cristina va arribar a ser feliç, però la seva borratxera aviat va començar a tibar la seva relació i Aleix la ignorava pràcticament en totes les manifestacions públiques i socials, arribant fins i tot a portar a la seva amant finlandesa Efrosínia Fiódorova, a viure en la cort. Van tenir dos fills:
- Natàlia (12 de juliol de 1714 - 22 de novembre de 1728), Gran duquessa de Rússia. Va morir jove, sense descendència.

- Pere (12 d'octubre de 1715 - 18 de gener de 1730), futur tsar Pere II de Rússia (entre 1727 i 1730). Va morir jove, sense descendència.

## Carrera militar
Aleix rebé l'ordre del seu pare seguir una carrera militar en el regiment d'artilleria, i per això va estar present el 1704 a la presa de Narva. Durant aquest període, els seus preceptors tenien les més altes opinions del candidat a tsar, qui havia assimilat molt bé fins i tot l'arqueologia i l'eclesiologia. No obstant això, Pere havia de sacrificar al seu fill i hereu al servei de l'Estat rus pel qual li confià nombroses tasques relacionades amb el millorament i benestar de Rússia. Les pèssimes relacions entre el pare i el fill provocaven molta tensió. Pere considerava que Aleix mancava del caràcter i determinació que es necessitaven per governar, per la qual cosa el va deixar en mans de boiars i sacerdots que, per a infortuni del tsar, el van impulsar a odiar encara més al seu pare i fins i tot van arribar a planejar un cop d'estat.
En 1708 Pere va enviar a Aleix a Smolensk per reclutar soldats i a Moscou per fortificar la ciutat i protegir-la de les invasions de Carles XII de Suècia. Per a finals de 1709 el tsarévitx es va retirar a Dresden durant un any, on va acabar els seus estudis de francès, alemany, matemàtiques i va enfortir els seus coneixements militars.
Tres setmanes més tard Aleix va ser enviat per Pere a Toruń per supervisar el suport de les tropes russes a Polònia. Durant dotze mesos Aleix va estar en constant moviment. La seva dona es va trobar amb ell a Toruń al desembre d'aquest any, però a l'abril una ordre peremptòria el va obligar a deixar els exèrcits de Pomerània i a la tardor d'aquest mateix any va haver de seguir al seu pare en una expedició a Finlàndia.
Per al naixement de la seva primera filla Natàlia, el 1714, Aleix va convidar a la cort a Efrosínia, la seva amant finlandesa.

## Auto-exili
Poc després de la seva tornada de Finlàndia, Aleix va ser enviat per Pere a Staraja per supervisar la construcció de les naus de la flota russa. Aquesta va ser l'última comissió que el seu pare li va confiar, qui es lamentava contínuament de la poca diligència i entusiasme que Aleix dedicava a les tasques d'Estat.
L'11 d'octubre de 1715, Carlota va morir poc després de donar a llum al primer fill del tsarévitx, Pere. El dia dels funerals Pere I li va enviar una carta al seu fill instant-ho al fet que es fes càrrec d'una vegada per sempre de les tasques d'Estat sota pena de llevar-li els seus privilegis a la corona. Podria dir-se que Aleix es va sentir alleujat amb l'oferta, i va escriure al tsar una carta en què li demanava que passés els seus drets directament al seu fill, a més sol·licitava el permís de prendre els hàbits.
Sense perdre l'ànim, el tsar li va escriure el 26 d'agost de 1716 que si volia romandre per sempre com tsarévitx havia de fer-se càrrec de l'armada i seguir-lo en les seves campanyes com a subordinat. Davant aquesta última provocació, Aleix, va escapar a Viena i es va posar sota la protecció del seu cunyat, l'emperador Carles VI del Sacre Imperi Romanogermànic, qui el va mantenir fora de perill al costat de la seva amant Efrosínia.
Pere es va sentir profundament insultat, la fugida del tsarévitx a una altra nació era un vergonyós escàndol, havia de portar, costés el que costés, a Aleix de tornada a Rússia al més aviat possible. El que va ser possible solament amb el suport del comte Piotr Andréievitx Tolstói, el súbdit més fidel i amb menys escrúpols de Pere el Gran (primer comte Tolstói).

## El retorn

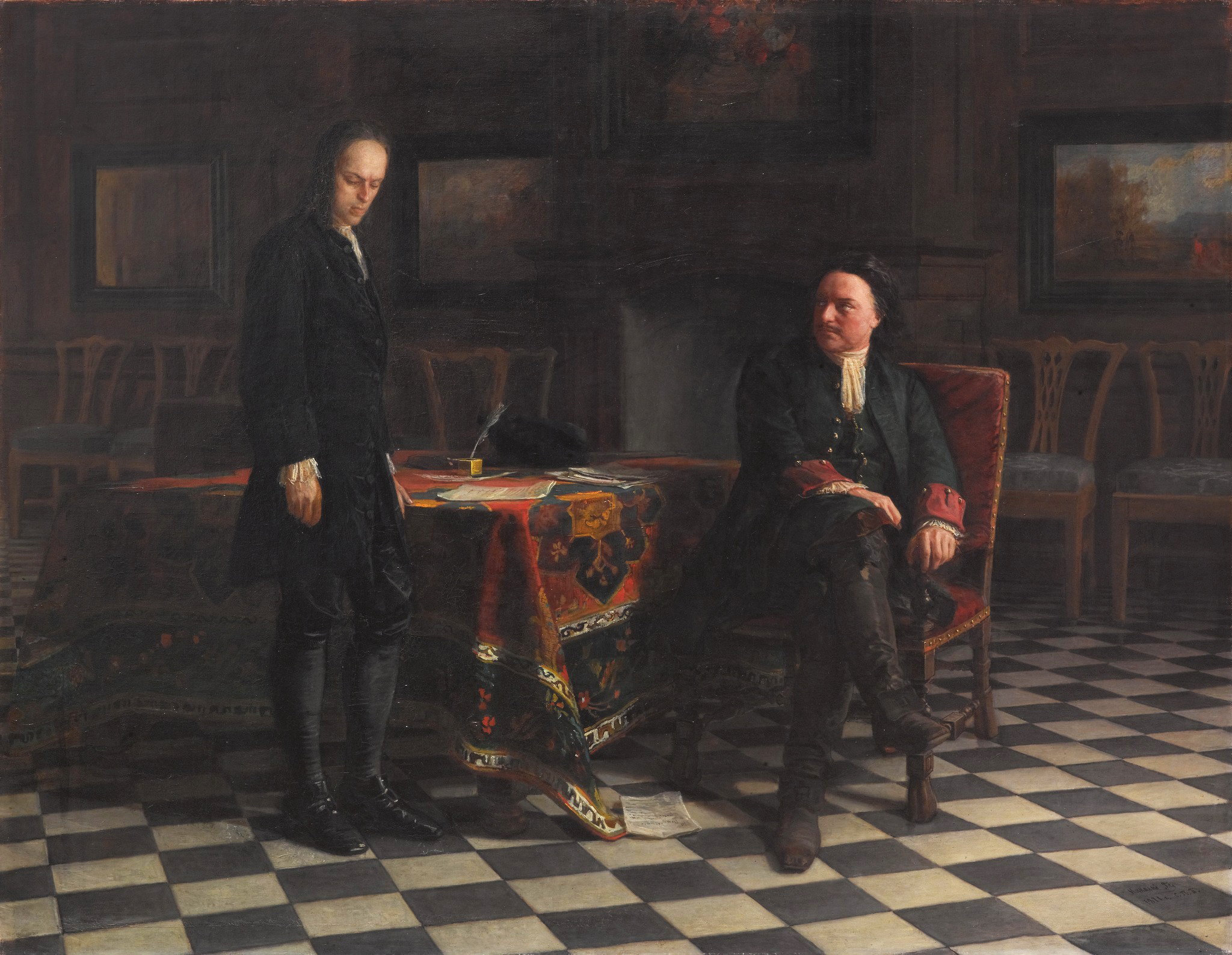
Pere I interroga el tsarévitx Aleix, obra de Nikolái Gue, 1871

Aleix li va comunicar que solament consentiria a tornar a Rússia si Pere consentia en la seva renúncia als seus drets a la corona, i se li permetés retirar-se tranquil·lament al costat de Efrosínia. Enganyat, torna a Moscou.
La intenció de Pere era instruir un tribunal especial per investigar a fons els motius de fugida del seu fill. El 18 de febrer a Aleix se li va extreure una confessió en la qual delatava els qui el van ajudar a escapar, i així, només després d'aquest episodi, se li permeté renunciar públicament als seus drets successoris a favor del seu fill.
Aquest va ser certament un dels moments més dramàtics del regnat de Pere I, ja que al mateix temps la tsarina Eudòxia Lopujinà va ser acusada d'adulteri.
Els amics d'Aleix van ser morts empalats, en la roda o penjats. Amb l'única intenció d'espantar i aïllar al seu fill.
A l'abril de 1718 noves confessions li van ser extretes a Aleix. A més es va obligar la seva amant a declarar que el tsarévitx havia conspirat amb els conservadors per destronar a Pere.
Per al tsar aquesta era la pitjor de les ofenses, qui ja no veia al seu fill com un mandrós sense voluntat, sinó com un traïdor, obviant que era el mateix Aleix qui va demanar moltes vegades que allunyessin la corona del seu cap. La qüestió va ser portada al Consell d'Estat, que estava compost per sacerdots, senadors, ministres i altres dignataris.
Al migdia del 24 de juny de 1718, els dignataris temporals – 126 elements que componien la Cort de Justícia Extraordinària – van declarar el tsarévitx Aleix culpable i el van condemnar a mort. Abans al condemnat se li va fer un examen a través de tortura per evitar que s'anés a la tomba amb algun secret.
El 19 de juny Aleix va ser assotat 25 vegades amb el fuet i el 24 del mateix mes se li van infringir altres 50 assots. El 26 Aleix va morir en la Fortalesa de Sant Pere i Sant Pau a Sant Petersburg, dos dies després de ser condemnat com a conspirador contra el regne del seu pare, per aliança amb el poble pla i amb l'emperador d'Alemanya.